# Rose Marie Kouaho
Rose Marie Kouaho, née le 27 octobre 1977, est une judokate ivoirienne.

## Biographie
Elle évolue dans la catégorie des moins de 57 kg.
Elle est médaillée d'or aux Championnats d'Afrique de judo 1998 à Dakar ainsi qu'aux Championnats d'Afrique de judo 2001 à Tripoli, médaillée d'argent aux Championnats d'Afrique de judo 2000 à Alger et médaillée de bronze aux Jeux africains de 1999 à Johannesbourg.
Elle dispute les Jeux olympiques de 2000 à Sydney.